# Cerkiew św. Mikołaja w Grodzisku
Cerkiew pod wezwaniem św. Mikołaja – prawosławna cerkiew parafialna w Grodzisku. Należy do dekanatu Siemiatycze diecezji warszawsko-bielskiej Polskiego Autokefalicznego Kościoła Prawosławnego.
Cerkiew mieści się przy ulicy Bielskiej.

## Historia
Świątynia została wybudowana około 1890–1891; konsekrowana 22 października 1891. Przebudowana w 1893.
W latach 70. XX w. odnowiono elewację świątyni i wymieniono pokrycie dachu. Na początku XXI w. gruntownie wyremontowano wnętrze, ponownie odnowiono elewację i naprawiono cerkiewne ogrodzenie.
Cerkiew została wpisana do rejestru zabytków 20 stycznia 1994 pod nr 781.

## Architektura
Cerkiew  w Grodzisku to świątynia murowana posiadająca dwie kopuły. Część nawowa dwukondygnacyjna, na planie kwadratu wyższa do pozostałych. Od frontu przylega do niej przedsionek z dostawioną do niego wieżą-dzwonnicą. Do ściany tylnej przylegają zakrystie ujęte w jednej prostokątnej dostawce; do ścian bocznych ganki z drzwiami bocznymi. Wokół świątyni ceglany mur, wzniesiony pod koniec XIX w.